# Giselle LaRonde

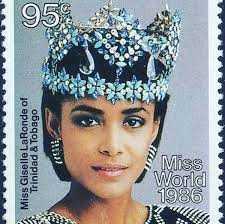
Giselle LaRonde

Giselle Jeanne Marie LaRonde-West (ur. 6 listopada 1963 w Port-of-Spain, Trynidad i Tobago) – została wybrana na Miss World w 1986.